# Bartosz Buniak
Bartosz Buniak (ur. 8 października 1985 w Grudziądzu) – polski siatkarz, grający na pozycji środkowego.
Przez kilka miesięcy był górnikiem kopalni miedzi KGHM w Lubinie.

## Sukcesy klubowe
Mistrzostwo I ligi:
- 2009
- 2018
- 2013